# Каверномер
Каверномер (от лат. caverna — пещера, полость) — прибор, предназначенный для получения информации о поперечном размере скважины, который, как правило, объединяет в себе наземную аппаратуру (см. каротажная станция) и спускаемое в скважину на каротажном кабеле измерительное устройство. Используется для кавернометрии.
В современной практике наибольшее распространение получили каверномеры со скважинными измерительными элементами рычажного типа и резисторными преобразователями линейных смещений рычагов в электрический сигнал. В таких устройствах положение измерительных рычагов механически связано с регулировкой переменных резисторов; во время спуска прибора в скважину рычаги находятся в сложенном и зафиксированном положении, а при перемещении прибора вверх по стволу нижние концы рычагов упираются в стенки скважины, а верхние воздействуют на регулировочный механизм резисторов, изменяя их сопротивление пропорционально величине отклонения каждого рычага. Обычно те резисторы, которые соответствуют противоположным рычагам подключаются последовательно, а их суммарное сопротивление разделяется, детектируется и преобразуется пропорционально измеренным хордам. Запись этих величин, как функция глубины скважины представляется в виде двух профилеграмм, а их полусумма — в виде кавернограммы, которая содержит в себе всю информацию о вариациях профиля скважины в зависимости от глубины.
При ведении геологоразведочных работ допустимый диапазон измерения в большинстве созданных конструкций составляет от 70 до 350 мм, термобаростойкость 80 °C и 24 МПа, при бурении газовых и нефтяных скважин — диапазон измерений соответственно от 100 до 760 мм, термобаростойкость 150 °C и 100 МПа.